# Vít Kouřil
Vít Kouřil (1975) je český novinář.
Vystudoval historii, mediální studia a žurnalistiku na Filozofické fakultě Masarykovy univerzity. V roce roku 2001 se stal doktorandem tamtéž. Je šéfredaktorem časopisu Sedmá generace vydávaného Hnutím Duha a jednou z osobností současné ekologické žurnalistiky . Publikuje též ve sborníku Média a realita, v týdeníku Literární noviny, v Revue pro média , Media Studies nebo časopise Host.

## Vybrané publikace
- 2005 – Vlastnická struktura českého mediálního trhu s ohledem na globalizační procesy (s Václavem Štětkou) [5]
- 2005 – Media watchdogs: dohlížet a nepřestat [6]
- 2006 – Mediální prezentace aktivit neziskových organizací (a Václavem Štětkou a Lenkou Sedlákovou)[7]
- 2007 – Liquid Prosperity: The Czech State and LG.Philips Displays (Jakubem Mackem a Kateřinou Škařupovou)[8]